# Castelo de Kokura
O Castelo de Kokura (小倉城, Kokura-jō) é um castelo japonês que se encontra em Kitakyushu, Japão.

## História
O Castelo de Kokura foi construído por Hosokawa Tadaoki em 1602. Foi propriedade do clã Ogasawara entre 1632 e 1860. O castelo foi incendiado em 1865 na guerra entre os clãs Kokura e Chōshū.  
Mori Ōgai usou o castelo como base militar entre os séculos XIX e XX. 
O castelo foi reconstruído em 1959 e completamente restaurado em 1990. O museu Mtsumoto Seicho e o jardim do castelo foram abertos ao público em 1998. O antigo farol em um estilo clássico japonês ainda se encontra nas instalações. 